# Тоун, Франшо
Франшо Тоун (англ. Franchot Tone), полное имя Станислас Паскаль Франшо Тоун (англ. Stanislaus Pascal Franchot Tone; 27 февраля 1905 года — 18 сентября 1968 года) — американский актёр театра, кино и телевидения 1920—60-х годов.
«Высокий, статный и деликатный актёр благородного происхождения, Тоун прошёл хорошую театральную школу, прежде чем дебютировать в кино в 1932 году». Манера Тоуна держать себя и «передавшийся от семьи лоск быстро сформировали его кинообраз как завсегдатая модных клубов и утончённого интеллектуала». В 1930-е годы он сыграл во множестве комедий и драм студии «Метро-Голдвин-Майер», обычно исполняя роли «любезных, учтивых плейбоев в смокинге или успешных светских прожигателей жизни». Слишком часто, однако, он был «стиснут в рамках стандартных романтических ролей, играя супругов звёздных актрис, особенно, его тогдашней жены Джоан Кроуфорд».
В середине 1930-х годов Тоун, наконец, добился признания за свои роли в художественно значимых фильмах "Мятеж на «Баунти» (1935), «Жизнь бенгальского улана» (1935) и «Три товарища» (1938). За работу в фильме «Мятеж на „Баунти“ он получил номинацию на Оскар как лучший актёр. В 1940-е годы у Тоуна было немного памятных ролей, если не считать разовых удачных работ, в частности, в увлекательном военном триллере „Пять гробниц по пути в Каир“ (1943) Билли Уайлдера и значимом раннем фильме нуар „Леди-призрак“ (1944) Роберта Сиодмака. Многие помнят Тоуна как партнёра Дины Дурбин по популярной музыкально-романтической комедии „Сестра его дворецкого“ (1943).
Экранная карьера Тоуна практически закончилась к началу 1950-х годов». В 1951 он попал в широко освещавшуюся в СМИ скандальную историю, когда его избил актёр Том Нил в драке из-за молодой актрисы Барбары Пэйтон, на которой Тоун позднее женился. В 1960-е годы Тоун исполнил несколько небольших, но памятных ролей, в частности, в фильмах Отто Премингера «Совет и согласие» (1962) и «По методу Харма» (1965).

## Биография

### Ранние годы. Начало театральной карьеры
Франшо Тоун (полное имя — Станислас Паскаль Франшо Тоун) родился 27 февраля 1905 года в Ниагара-Фолс, штат Нью-Йорк. Его отец был президентом крупной компании по производству карбида кремния, а прадедушка по материнской линии Ричард Франшо был конгрессменом, он был отдалённым родственником борца за ирландскую независимость Вольфа Тона. Тоун много путешествовал по свету с родителями и учился в разных школах, в том числе, в Школе Хилл в Поттстауне, штат Пенсильвания.
Он поступил в Корнеллский университет, где изучал романские языки, первоначально намереваясь стать преподавателем. В институте он начал актёрскую карьеру, вступил в Корнеллский драматический клуб, а в последние годы учёбы стал его президентом.
В 1927 году Тоун начал профессиональную актёрскую карьеру в репертуарном театре в Буффало, зарабатывая 15 долларов в неделю, но он «усердно и преданно трудился, играя эпизодические роли, и овладевая театральным мастерством». Через год Тоун переехал в Гринвич-Виллидж и в 1929 году дебютировал на Бродвее в спектакле «Эпоха невинности» с Кэтрин Корнелл в главной роли. В 1931 году Тоун играл главную в неудачно прошедшей бродвейской постановке «Зеленеют сирени», которая впоследствии будет переработана в популярный мюзикл «Оклахома!».
В 1931 году Тоун стал одним из членов-основателей театра «Группа», первого нью-йоркского театра, опирающегося на систему Станиславского, которым руководил Ли Страсберг. В конце сентября 1931 года театр представил свою первую постановку «Дом Коннелли» с Тоуном в главной роли. На следующий год Тоун сыграл в ещё нескольких спектаклях, включая «Ночи над Таосом» и «История успеха», после чего Страсберг объявил его «лучшим актёром труппы».
Игра Тоуна в «Истории успеха» обратила на себя внимание студии «Метро-Голдвин-Майер», которая предложила ему заключить контракт. В ноябре 1932 года Тоун переехал в Голливуд, «хотя в его планы и не входило становиться голливудской звездой».

### Кинокарьера в 1930-е годы
1930-е годы были для Тоуна наиболее плодотворными в кино, однако зачастую ему приходилось играть главные роли второго порядка, либо быть партнёром главной героини.
Первое появление Тоуна на экране состоялось под знаменем не «Метро-Голдвин-Майер», а «Парамаунт» в криминальной мелодраме «Мудрый пол» (1932) с Клодетт Кольбер в главной роли. «Однако руководство „Парамаунт“ не увидело в актёре потенциала, что ещё раз подчеркнуло ту огромную пропасть, которая существует между игрой в Голливуде и игрой в театре».
В 1933 году Тоун добился славы в кино, сыграв сразу в семи фильмах, среди них — «Сегодня мы живём», «Взрывоопасная красотка» и прошедшая с огромным успехом «Танцующая леди». В этих фильмах Тоун работал с ведущими дамами Голливуда, среди них Джоан Кроуфорд, Лоретта Янг, Мириам Хопкинс и Джин Харлоу.
Его первым фильмом для «Эм-Джи-Эм» стала романтическая драма Говарда Хоукса по рассказу Уильяма Фолкнера «Сегодня мы живём» (1933), звёздный состав исполнителей картины возглавила честолюбивая Джоан Кроуфорд. В экстравагантной политической фантазии «Гавриил над Белым домом» (1933) Тоун сыграл секретаря Президента США, который после видения Архангела Гавриила узурпирует диктаторские полномочия в стране. В криминальной драме «Полночная Мери» (1933) Тоун сыграл роль богатого адвоката из родовитой семьи, который пытается помочь несчастной героине Лоретты Янг преодолеть жизненные невзгоды и начать новую жизнь. Во втором совместном фильме с Кроуфорд, мюзикле «Танцующая леди» (1933) Тоун сыграл богатого плейбоя, который влюбляется в начинающую актрису варьете (Кроуфорд), помогая ей начать успешную карьеру. Экранным соперником Тоуна в этом фильме был Кларк Гейбл. Драма «Сценическая мать» (1933) рассказывала историю дочери (Морин О’Салливан) неудачливой театральной актрисы, в которую влюбляется художник (Тоун). В сатирической комедии «Взрывоопасная красотка» (1933) Тоун играет аристократа, с которым уставшая от своей успешной кинокарьеры героиня Джин Харлоу решает связать свою судьбу (Тоун впоследствии сыграл с Харлоу ещё в трёх фильмах). В комедии «Возвращение незнакомки» (1933) Тоун исполняет роль женатого фермера, в которого влюбляется вернувшаяся в родные места богатая блудница (Мириам Хопкинс).
В 1934 году Харлоу вновь стала партнёршей Тоуна в романтической комедии «Девушка из Миссури» (1934) — на этот раз она играла провинциальную охотницу за богатым мужем, а он — богатого нью-йоркского плейбоя. В комедии «Мулен Руж» (1934) популярный композитор в исполнении Тоуна женится на известной певице, после чего запрещает ей заниматься театральной карьерой. В очередном совместном фильме с Кроуфорд, мелодраме «Сэйди Макки» (1934) она исполнила роль бедной провинциалки, которая пытается добиться успеха в Нью-Йорке, в итоге возвращаясь в родной город к влюблённому в неё бывшему боссу (Тоун). В этой картине Тоун играл главную роль, но «в последовавших совместных работах с Кроуфорд он как правило имел более сильных экранных конкурентов, либо его персонажи были менее динамичными, чем её». В эпической драме Джона Форда «Мир движется вперёд» (1934) о двух семьях хлопковых плантаторов в Луизиане, Тоун играет отпрыска одной из семей, который перебирается в Нью-Йорк и превращается в биржевую акулу. В драме «Джентльмены родились» (1934) четверо закадычных друзей, окончив колледж, сталкиваются с суровой американской реальностью времён Великой депрессии. Из всей четвёрки жизненного успеха добивается лишь герой Тоуна, который становится успешным журналистом и завоёвывает сердце главной героини.

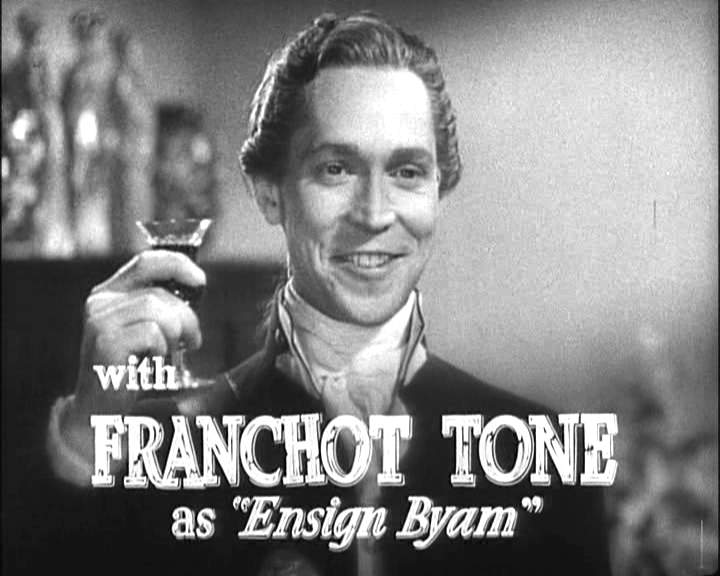
Франшо Тоун в фильме «Мятеж на „Баунти“» (1935)

В 1935 году у Тоуна «было два больших хита, показавших его глубину и широкий актёрский диапазон» — «Жизнь бенгальского улана» (1935) и «Мятеж на „Баунти“» (1935). «Причудливое поведение Тоуна отлично подходило к комедийным ролям, вот почему его саркастический лейтенант Форсайт был очень правдоподобен в колониальной приключенческой истории „Жизнь Бенгальского улана (1935)», ставшей одним из лучших ранних фильмов Тоуна. Сам Тоун считал этото фильм самым любимым в своей карьере.Драматический талант Тоуна в полной мере проявился и в исторической приключенческой драме «Мятеж на „Баунти“» (1935) о бунте против капитана на британском морском судне во время плавания в отдалённых морях в XVIII веке. Фильм имел большой коммерческий успех и был удостоен Оскара как лучший фильм. Сразу трое исполнителей (Тоун, Кларк Гейбл и Чарльз Лоутон) были номинированы на Оскар как лучшие актёры. После такой «тройной» номинации на следующий год была введена дополнительная категория оскаровских наград — за лучшую роль второго плана.
В 1935 году Тоун также сыграл в таких фильмах, как «Одна нью-йоркская ночь», «Безрассудный», «Только без дам» и «|Опасная». В комедийном детективе «Одна нью-йоркская ночь» (1935) Тоун предстал в образе прибывшего в Нью-Йорк командировочного с Запада страны, который за ночь раскрывает убийство, происшедшее в соседнем с ним гостиничном номере. В музыкальной мелодраме «Безрассудный» (1935) Тоун предстал в образе богатого поклонника популярной певицы (Харлоу). В мелодраме «Только без дам» (1935) Тоун влюблён в светскую даму строгих моральных норм (Кроуфорд), которая, выйдя замуж за плейбоя (Роберт Монтгомери), преподаёт супругу урок супружеской верности. Тоун был передан в аренду студии «Уорнер бразерс» для съёмок в мелодраме «Опасная» (1935). Он сыграл успешного нью-йоркского архитектора, который бросает свою красавицу-невесту ради бедной актрисы (Бетт Дейвис) и вкладывает все свои средства в продвижение её карьеры, оказываясь на грани разорения. За работу в этом фильме Дейвис была удостоена своего первого Оскара за лучшую женскую роль. Во время съёмок «Дейвис проявила к Тоуну романтический интерес, и её зарождающееся экранное соперничество с Кроуфорд стало ещё более яростным, когда она узнала, что та помолвлена с Тоуном. Дейвис завидовала и стыдилась своих заигрываний с Тоуном, и этот случай, по мнению многих источников, положил начало знаменитой войне между Кроуфорд и Дейвис, которая продолжалась вплоть до их смерти».
В криминальной драме «Неохраняемый час» (1936) прокурор (Тоун) ведёт расследование дела об убийстве, а его жена (Лоретта Янг) вынуждена скрывать решающую улику, так как это приведёт к дискредитации мужа. Далее Тоун сыграл императора Франца Иосифа в легковесной музыкальной комедии Йозефа фон Штернберга «Король уходит» (1936). «Сюзи» (1936) была мелодрамой времён Первой мировой войны, главную роль американской эстрадной артистки исполнила Джин Харлоу, первым мужем которой в Лондоне был ирландский инженер (Тоун), а после того, как он якобы погиб, в Париже она вышла замуж за французского военного лётчика (Кэри Грант). После того, как герой Гранта героически гибнет на фронте, а герой Тоуна оказывается живым, старый брак воссоединяется. Действие биографической мелодрамы «Великолепная инсинуация» (1936) происходит в начале XIX века, картина рассказывает о вызвавшей немало слухов дружбе президента США Эндрю Джексона (Лайонел Бэрримор) с неродовитой дочерью владельца гостиницы (Кроуфорд). Тоун сыграл роль военного министра, за которого в конечном итоге героиня выходит замуж и уезжает из страны. В ещё одной романтической, эксцентрической комедии «Любовь в бегах» (1936) Гейбл и Тоун играют двух американских друзей-журналистов, которые вместе со сбежавшей от жениха богатой американской наследницей (Кроуфорд) разоблачают шпионскую сеть в Европе. В криминальной драме «Эксклюзивная история» (1936) Тоун исполняет роль юриста крупной газеты, который вступает в борьбу с мафиозным боссом.
В романтической комедии студии РКО «Достойная улица» (1937), действие которой происходит в Лондоне начала XIX века, Тоун сыграл жениха 30-летней девы (Кэтрин Хэпбёрн). Несмотря на большие надежды, фильм крайне неудачно прошёл в прокате. Другой фильм 1937 года «Невеста была в красном» также был романтической комедией, где артистку будапештского кабаре (Кроуфорд) в Триесте ошибочно принимают за светскую даму, и за ней начинают ухаживать самые знатные женихи, однако в итоге она выходит замуж за скромного почтальона (Тоун). Это был последний из семи совместных фильмов Тоуна и Кроуфорд, которые в то время были супружеской парой.
Романтическая комедия «Девушка на нижнем этаже» (1938) рассказывала о богатом плейбое (Тоун), который пытается добиться своей возлюбленной, с которой ей запрещает встречаться её отец, и ради этого заводит роман с её служанкой, в конце концов, влюбляясь в служанку. Драма Фрэнка Борзейги по знаменитому роману Эриха Мария Ремарка «Три товарища» (1938) рассказывает о дружбе трёх молодых ветеранов Первой мировой войны (Роберт Тейлор, Тоун и Роберт Янг), которые в 1920-е годы пытаются устроиться в жизни в побеждённой Германии. В эксцентрической комедии «Три любви у Нэнси» (1938) Тоун сыграл одного из троих потенциальных женихов приехавшей в Нью-Йорк провинциальной девушки. Наиболее запоминающимся фильмом Тоуна в 1939 году стал комедийный детектив «Быстрый и яростный», где с Энн Бакстер он играет пару детективов-любителей, раскрывающих убийство на приморском конкурсе красоты.

### Кинокарьера в 1940-е годы
В 1939-40 годах Тоун вернулся на Бродвей, где сыграл в двух постановках и даже стал «забывать про Голливуд благодаря огромному успеху его роли газетчика в „Пятой колонне“ Эрнеста Хэмингуэя в 1940 году. К сожалению для него „Эм-Джи-Эм“ напомнила, что он всё ещё был у неё на контракте, и он вынужден был вернуться».
В 1941 году в комедии студии «Юнивёрсал» «Милая девушка?» (1941) Тоун первый раз сыграл в паре с Диной Дурбин, по сюжету она влюбляется в Тоуна, который является деловым партнёром её отца. В 1943 году последовала популярная музыкальная комедия Фрэнка Борзейги «Сестра его дворецкого» (1943, также студия «Юнивёрсал»). Её героиня, начинающая провинциальная певица (Дина Дурбин) приезжает в Нью-Йорк к своему брату, который служит дворецким в доме известного нью-йоркского композитора (Тоун). После череды приключений героев связывают как профессиональные, так и любовные узы. В военном фильме студии «Эм-Джи-Эм» «Пилот № 5» (1943) Тоун сыграл не свойственную для себя героическую роль военного лётчика, который ценой своей жизни уничтожает японский военный корабль.
В дальнейшем Тоун стал работать независимо на разных студиях и концентрировался на ролях, которые позволяли ему раскрыть свои способности". Самой интересной работой Тоуна в 1943 году стала роль в приключенческом фильме Билли Уайлдера «Пять гробниц по пути в Каир» (1943), о"т которой отказался Кэри Грант, потому что не хотел провести лето в песках Аризоны, где велись съёмки". В этом фильме студии «Парамаунт», действие которого происходит в Северной Африке во время Второй мировой войны, Тоун сыграл роль британского танкиста, которому по воле случая удаётся выдать себя за секретного немецкого агента при штабе генерала Роммеля (Эрих фон Штрохейм), что позволяет ему добыть важные сведения, способствующие перелому в ходе военных действий.
В 1944 году Тоун сыграл одну из своих лучших ролей психопатического убийцы в фильме нуар Роберта Сиодмака «Леди-призрак», который добился большого успеха у критики благодаря увлекательному сюжету, отличной постановке и великолепной актёрской игре. По словам самого Тоуна, он мог бы стать главной звездой картины, «но это всё-таки это был фильм Эллы», имея в виду блестяще исполнившую главную роль актрису Эллу Рейнс. Нуаровый готический триллер «Тёмные воды» (1944, студия «Юнайтед артистс») рассказывал о богатой наследнице (Мерл Оберон), которая после кораблекрушения стала испытывать страх перед водой. Тоун играет лечащего врача, который сопровождает её в семейное поместье в Луизиане и помогает ей выжить в условиях мощного психологического прессинга, направленного на то, чтобы свести её с ума. Военная драма «Час перед рассветом» (1944) рассказывала о нацистской шпионке (Вероника Лейк), которую забрасывают под видом австрийской беженки в Британию, где она выходит замуж за сельского аристократа с пацифистскими убеждениями (Тоун). Фильм был поставлен по роману Сомерсета Моэма и «имел все шансы на успех, однако из-за недостатков в сценарии и режиссуре авторам не удалось сбалансировать шпионскую интригу с психологической драмой главного героя», пытающегося сделать выбор между защитой отечества и отказом от насилия, между любовью и гражданским долгом, даже несмотря на то, что игра самого Тоуна была оценена достаточно высоко.
В 1946 году Тоун вновь воссоединился с Дурбин и Лоутоном в музыкально-романтической комедии «Из-за него» (1946, студия «Юнивёрсал»), сыграв роль популярного сценариста, которому поручено написать пьесу для новой звезды. В 1947 году вышла фантастическая комедия в Люсиль Болл «Дела её мужа» (1947), где Тоун сыграл роль изобретателя жидкости для укрепления волос, которая оказывается средством для их удаления. В комедии «Пропавший медовый месяц» (1947) страдающий амнезией американский ветеран войны (Тоун) не может вспомнить ни свою жену, ни двоих своих детей, которые неожиданно приезжают к нему из Англии. Ещё одна комедия с говорящим названием «Медовый месяц» (1947) рассказывала о приключениях жениха и невесты в Мексике, главные роли в картине исполнили Тоун и Ширли Темпл. Тоун сыграл босса главной героини (Бетси Дрейк) и университетского приятеля главного героя (Кэри Грант) в очередной романтической комедии «Каждая девушка должна жениться» (1948). В фильме нуар «Я люблю трудности» (1948) Тоун исполнил роль частного детектива, нанятого известным политиком для расследования прошлого его жены.
Год спустя в ещё одном фильме нуар «Мозаика» (1949) Тоун в качестве помощника окружного прокурора раскрывает деятельность связанной с местной мафией нео-нацистской организации. Подосланную к герою любовницу сыграла его тогдашняя жена Джин Уоллес, в небольших ролях в фильме сыграли такие звёзды, как Марлен Дитрих, Генри Фонда и Джон Гарфилд. Этот фильм имел скромный бюджет и был снят преимущественно на личные средства Тоуна. В начале фильма нуар «Без чести» (1949) Тоуна закалывает любовница (Лорейн Дэй), но ему удаётся выжить и включиться в разматывание запутанной сети любовных и семейных отношений.
Самой мощной ролью Тоуна, в которой он смог проявить всё своё мастерство, была «роль маниакально-депрессивного социопата в криминальном триллере „Человек на Эйфелевой башне“ (1949), которая включала погони по крышам Парижа и Эйфелевой башне». В этой картине по роману Жоржа Сименона Тоун исполнил роль студента-медика, который нанят неким господином убить его богатую тётю, роль комиссара Мегрэ исполнил Чарльз Лоутон. Тоун был «не только исполнителем главной роли, но и продюсером, а режиссёром был его большой друг Бёрджесс Мередит».
В 1951 году Тоун сыграл роль второго плана в музыкально-романтической комедии Фрэнка Капры «Жених возвращается» (1951) с Бингом Кросби в главной роли, после чего в его голливудской карьере наступил перерыв на несколько лет.

### Скандал вокруг отношений с актрисой Барбарой Пэйтон в 1950—52 годы
В 1950 году Тоун стал встречаться с молодой актрисой Барбарой Пэйтон, которая была известна в Голливуде своим пристрастием к вечеринкам, алкоголю и неразборчивостью в любовных связях. «Кажется, почти все в Голливуде предупреждали его против отношений с Пэйтон, в том числе, и его бывшая жена Кроуфорд», однако это не возымело действия. После помолвки с Тоуном Пэйтон начала роман с актёром Томом Нилом, открыто гуляя от одного к другому. В итоге 13 сентября 1951 года это привело к серьёзной драке между двумя мужчинами, в ходе которой обладавший боксёрскими навыками Нил жестоко избил Тоуна в квартире Пэйтон. Тоун впал в 18-часовую кому, и с переломами челюсти, носа и сотрясением мозга попал в больницу. Тоуну пришлось сделать пластическую операцию для восстановления серьёзно пострадавшего лица. Разразившийся скандал вокруг этого нападения фактически положил конец актёрской карьере Нила. В таких условиях Пэйтон решила показать свою верность помолвке и 28 сентября 1951 года вышла замуж за Тоуна. Однако через 53 дня после свадьбы Пэйтон ушла от него и вернулась к Нилу, в мае 1952 года Тоун дал ей развод.

### Карьера в театре и на телевидении в 1950—60-е годы
В 1950-е годы Тоун «успешно вернулся на театральную сцену, в перерывах появляясь в характерных ролях в кино вплоть до конца 1960-х годов». После нескольких спектаклей, в 1957 году Тоун достиг «триумфа со спектаклем „Луна для пасынков судьбы“ Юджина О’Нила». В 1958 году Тоун сыграл во внебродвейской постановке пьесы А. П. Чехова «Дядя Ваня», после чего принял участие в создании киноверсии постановки, «в которой он был одним из продюсеров, режиссёров, а также исполнителем главной роли доктора Астрова».
В 1950-е годы Тоун видел «огромный потенциал в создании для телевидения экономично снятых вживую телеспектаклей, приняв участие более чем в 30 из них. Когда такие спектакли стали заменяться на телесериалы в виде кино, Тоун стал активно работать и с этой новой формой».
Среди телеролей Тоун сыграл "особенно запоминающуюся роль в одной из серий классического сериала «Сумеречная зона» (1962). Другими его работами в рамках жанра телесериала стали «Студия Один» (1950-58, 5 серий), «Альфред Хичкок представляет» (1959, 1 серия), «Бонанза» (1960, 1 серия), «Колесо повозки» (1962, 1 серия), «Час Альфреда Хичкока» (1965, 1 серия), «Виргинец» (1965, 1 серия). В 1962-66 годах Тоун играл одну из главных ролей начальника главного героя в 29 сериях медицинского телесериала «Бен Кэйси».
Наиболее заметной работой Тоуна в театре в 1960-е годы стала роль профессора Генри Лидса в спектакле по пьесе Юджина О’Нила «Странная интерлюдия», который шёл на Бродвее в 1963 году.

### Кинокарьера в 1960-е годы
Тоун не ушёл с экрана и в своё последнее десятилетие. Он добился признания в роли харизматичного умирающего президента США в политической драме Отто Премингера «Совет и согласие» (1962), а также роль прожжённого владельца ночного клуба в экстравагантной драме Артура Пенна «Микки Уан» (1965). Его последними появлениями в кино были эпизодические роли в военно-морской драме Отто Премингера «По методу Харма» (1965), где он сыграл адмирала, и в триллере о политической коррупции «Никто не вечен» (1968).

## Личная жизнь
Он был женат четыре раза на актрисах Джоан Кроуфорд (1935—1939), Джин Уоллес (1941—1948), Барбаре Пэйтон (1951—1952) и Долорес Дорн (1956—1959).
Студия «Метро-Голдвин-Майер» видела большой коммерческий потенциал в браке Тоуна и Джоан Кроуфорд, сняв их вместе в семи фильмах — «Сегодня мы живём» (1933), «Сэйди Макки» (1934), «Только без дам» (1935), «Великолепная инсинуация» (1936), «Любовь в бегах» (1936) и «Невеста была в красном» (1937). Однако их брак оказался непрочным. «Тоун был представителем голубой крови с Восточного побережья, который избегал фальшивого образа жизни Голливуда, в то время как нетребовательная Кроуфорд не могла жить без этого образа жизни и без славы. Эти различия и большая мощь Кроуфорд как звезды стали вызывающе очевидными, когда в СМИ Тоуна прозвали „Мистер Джоан Кроуфорд“… Кинокарьера Тоуна не могла сравниться с феноменальным подъёмом Кроуфорд, и кроме того, он по-прежнему был предан своему театру „Группа“, оказывая его постановкам существенную материальную поддержку». В итоге их интересы окончательно разошлись, и они развелись в 1939 году.
В 1941 году Тоун женился на бывшей модели и популярной киноактрисе Джин Уоллес, которая родила ему двоих сыновей. Вместе они сыграли в двух фильмах — «Мозаика» (1949) и «Человек на Эйфелевой башне» (1949). После скандала с Барбарой Пэйтон в 1951-52 годах, в 1956 году Тоун женился на актрисе Долорес Дорн, вместе с которой сыграл в спектакле и фильме «Дядя Ваня» (1957).

## Смерть
Тоун умер от рака лёгких в Нью-Йорке 18 сентября 1968 года. Его тело было кремировано, а пепел развеян.

## Избранная фильмография
| Год  | Русское название                  | Оригинальное название        | Role                                |
| ---- | --------------------------------- | ---------------------------- | ----------------------------------- |
| 1932 | Мудрый пол                        | The Wiser Sex                | Фил Лонг                            |
| 1933 | Сегодня мы живём                  | Today We Live                | Ронни                               |
| 1933 | Архангел Гавриил над Белым домом  | Gabriel Over the White House | Хартли «Бик» Бикман                 |
| 1933 | Полночная Мери                    | Midnight Mary                | Томас «Том» Мэннеринг, младший      |
| 1933 | Танцующая леди                    | Dancing Lady                 | Тод Ньютон                          |
| 1933 | Сценическая мама                  | Stage Mother                 | Уоррен Фостер                       |
| 1933 | Сногсшибательная блондинка        | Bombshell                    | Гиффорд Миддлтон                    |
| 1933 | Возвращение незнакомки            | The Stranger’s Return        | Ги                                  |
| 1934 | Мулен Руж                         | Moulin Rouge                 | Дуглас Холл                         |
| 1934 | Сэйди Макки                       | Sadie McKee                  | Майкл Олдерсон                      |
| 1934 | Мир движется вперёд               | The World Moves On           | Ричард Джирард                      |
| 1934 | Девушка из Миссури                | The Girl from Missouri       | Т. Р. Пейдж, мл.                    |
| 1934 | Джентльмены родились              | Gentlemen Are Born           | Боб Бейли                           |
| 1935 | Жизнь бенгальского улана          | The Lives of a Bengal Lancer | Лейтенант Форсайт                   |
| 1935 | Безрассудный                      | Reckless                     | Роберт «Боб» Харрсион, мл.          |
| 1935 | Только без дам                    | No More Ladies               | Джим «Джимси Бойси» Сэлстон         |
| 1935 | Мятеж на «Баунти»                 | Mutiny on the Bounty         | Гардемарин Роджер Байам             |
| 1935 | Опасная                           | Dangerous                    | Дон Беллоуз                         |
| 1936 | Неохраняемый час                  | The Unguarded Hour           | Сэр Алан Дирден                     |
| 1936 | Король отступает                  | The King Steps Out           | Император Франц Иосиф               |
| 1936 | Сюзи                              | Suzy                         | Терри                               |
| 1936 | Великолепная инсинуация           | The Gorgeous Hussy           | Джон Итон                           |
| 1936 | Любовь в бегах                    | Love on the Run              | Барнабус Пеллс                      |
| 1937 | Достойная улица                   | Quality Street               | Доктор Вэлентайн Браун              |
| 1937 | Невеста была в красном            | The Bride Wore Red           | Джулио                              |
| 1938 | Девушка на нижнем этаже           | The Girl Downstairs          | Пол / Мистер Вагнер                 |
| 1938 | Три товарища                      | Three Comrades               | Отто Костер                         |
| 1938 | Три любви у Нэнси                 | Three Loves Has Nancy        | Роберт «Боб» Хэнсон                 |
| 1939 | Быстрый и яростный                | Fast and Furious             | Джоэл Слоун                         |
| 1941 | Милая девушка?                    | Nice Girl?                   | Ричард Калверт                      |
| 1943 | Сестра его дворецкого             | His Butler’s Sister          | Чарльз Джерард                      |
| 1943 | Пять гробниц по пути в Каир       | Five Graves to Cairo         | Капрал Джон Джей Брэмбл /Пол Дэйвос |
| 1943 | Пилот № 5                         | Pilot No. 5                  | Джордж Брейнор Коллинс              |
| 1944 | Леди-призрак                      | Phantom Lady                 | Джек Марлоу                         |
| 1944 | Тёмные воды                       | Dark Waters                  | Доктор Джордж Гроувер               |
| 1947 | Пропавшее свадебное путешествие   | Lost Honeymoon               | Джон Грэй                           |
| 1947 | Дела её мужа                      | Her Husband’s Affairs        | Уильям «Билл» Уэлдон                |
| 1948 | Я люблю трудности                 | I Love Trouble               | Стюарт Бэйли                        |
| 1948 | Каждая девушка должна выйти замуж | Every Girl Should Be Married | Роджер Сэнфорд                      |
| 1949 | Мозаика                           | Jigsaw                       | Говард Маллой                       |
| 1949 | Без чести                         | Without Honor                | Деннис Уильямс                      |
| 1950 | Человек на Эйфелевой башне        | The Man on the Eiffel Tower  | Йохан Радек                         |
| 1951 | Жених возвращается                | Here Comes the Groom         | Уилбур Стэнли                       |
| 1957 | Дядя Ваня                         | Uncle Vanya                  | Доктор Астров                       |
| 1962 | Совет и согласие                  | Advise & Consent             | Президент                           |
| 1965 | По методу Харма                   | In Harm’s Way                | Адмирал Киммел                      |
| 1965 | Микки Уан                         | Mickey One                   | Руди Лэпп                           |
| 1968 | Никто не вечен                    | Nobody Runs Forever          | Посол Таунсенд                      |